# Der Blaue Reiter

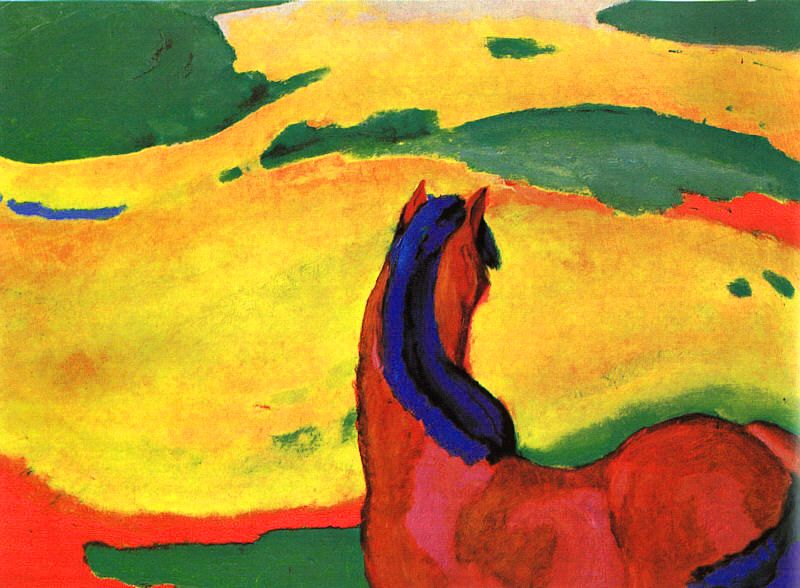
Franz Marc: Ló tájban (1910)

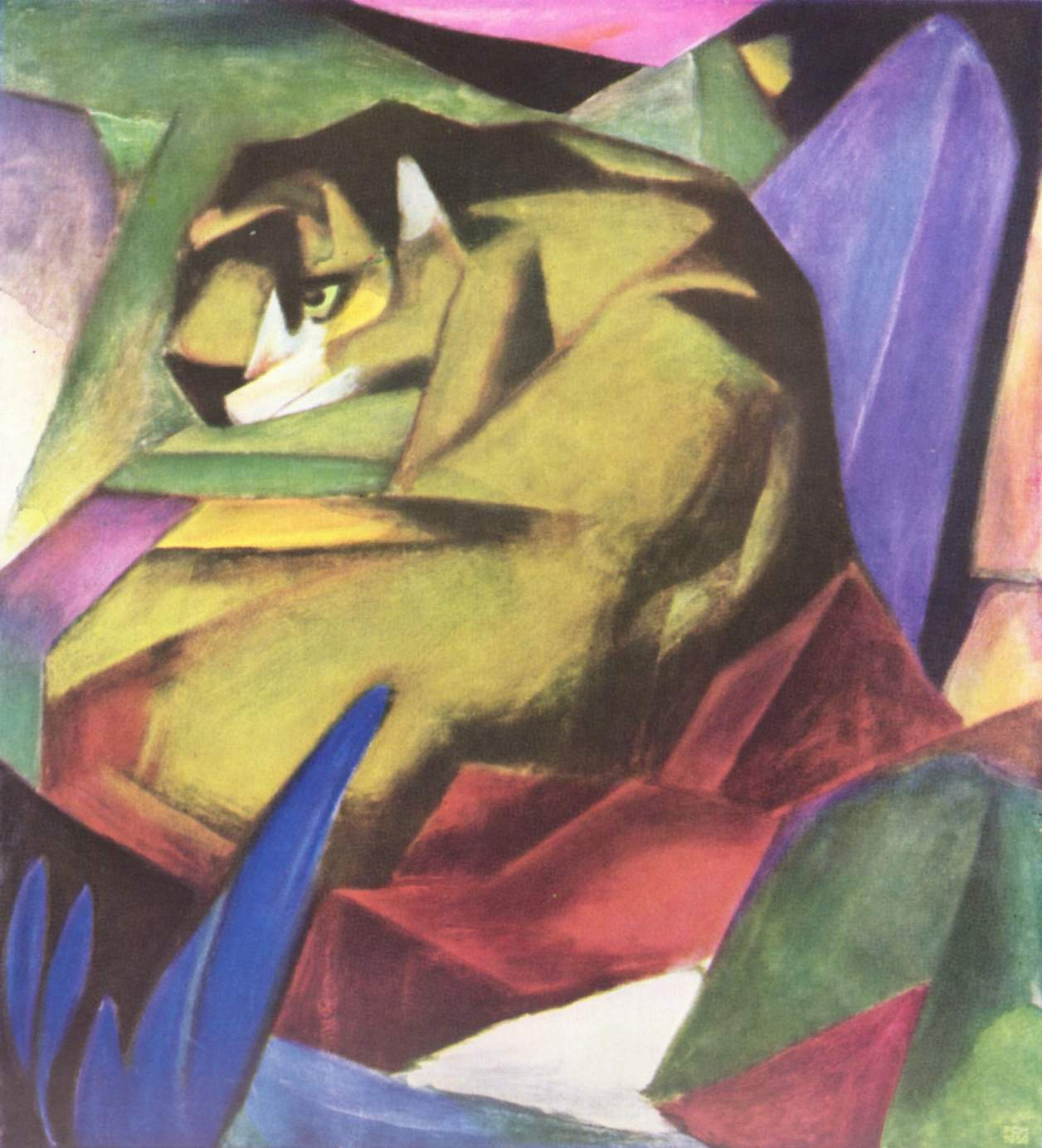
Franz Marc: Tigris (1912)

A Der Blaue Reiter (A Kék Lovas) nevű németországi expresszionista művészcsoport a 20. század elején működött Münchenben.

## Története
1911 végén, abban az időben, amikor a Die Brücke csoport felbomlása megindult, Münchenben megalakult egy másik expresszionista csoport Der Blaue Reiter néven (=A Kék Lovas). 1911 decemberében volt a csoport első kiállítása, ám rá egy évre már meg is szűntek.
Vaszilij Kandinszkij 1896-ban érkezett Alexej von Jawlenskyvel és Marianne von Werefkinnel Oroszországból Münchenbe, ahol megalapította előbb a Phalanx nevű csoportot (1902), majd az „Új Művészegyesületet”.

## A Phalanx csoport tagjai
- Alfred Kubin
- Alexander Kanoldt
- Gabrielle Münter
- Franz Marc

Ez az Új művészegyesület nagy kiállításokat szervezett Münchenben, amelyeken többek közt a fauves-ok és a francia kubisták is szerepeltek. Az egyesület 1911-ben kettévált, s a Kandinszkij vezetése alatt álló egyik fele felvette a „Blaue Reiter” nevet. „Az elnevezést egy kávéházi asztalnál találtuk ki Marc-kal… Mindketten szerettük a kék színt, Marc a lovakat, én a lovasokat. Így szinte magától adódott a név.”

## A Der Blaue Reiter tagjai
- Vaszilij Kandinszkij (1866-1944)
- Paul Klee (1879-1940)
- Franz Marc (1880-1916)
- August Macke (1887-1914)
- Robert Delaunay (1885-1941)
- Gabrielle Münter (1877-1962)
- Heinrich Campendonck (1889-1957)

Az 1911-es kiállításon a megdöbbent látogatók az új művészet meglehetősen zavarbaejtő arculatát láthatták. A Franz Marc-kal baráti viszonyban álló Niestlé virtuóz madárképeivel a legtöbben viszonylag könnyen megbarátkoztak. Nem így a zeneszerző, Schönberg mellettük függő túlvilági látomásaival. Értetlenül álltak Henri Rousseau naiv képei előtt is, és vajon mihez kezdek volna Marc rejtélyes, szökdécselő Sárga tehenével, nem is szólva Kandinszkij absztrakt Kompozíciójáról. 

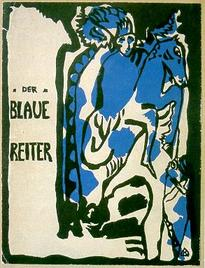

1911-es kiállításukkal párhuzamban megjelentettek egy könyvet Der Blaue Reiter-almanach címen, melynek előlapján egy lovas volt, amit Kandinszkij rajzolt. A lovas a harcos és hősies jellemet testesíti meg. A könyv az akkori avantgárd művészeket és mozgalmakat foglalta össze. A katalógus előszavában Kandinszkij megkísérli felkészíteni a látogatókat a meglehetősen vegyes összetételű kiállítási anyag befogadására. „Nem kívánunk népszerűsíteni sem szabályos, sem különleges formulákat ezen a szűkre szabott kiállításon. A célunk az, hogy a kiállított művek révén érzékeltessük, mennyire változatos formákban öltött testet a művész belső önkifejezési vágya.”
A könyvben 140 illusztráció volt, ez akkor hihetetlen nagynak számított. A művészeken és a mozgalmakon kívül megtalálhatóak voltak még törzsi szobrok, gyerekrajzok, gótikus fametszetek, mexikói, kameruni és húsvét-szigeti szobrok, velencei mozaikok, japán tusrajzok, kínai festmények, orosz népművészeti nyomatok és egyiptomi árnyfigurák. Az egyik különlegessége, hogy a magas és a populáris művészet egyszerre szerepelt benne. Az egész emberiséget akarták összegyűjteni benne. Céljuk a művészeti kifejezés határainak tágítása és az emberiség teljes szellemi örökségének felölelése. Az elméleti anyagában megtalálható volt még Kandinszkij: „A forma vallatása” és a Színpadi írásművek”c. esszéi, a „Szellemi gazdagság”-ban Marc az embernek a szellemi javak megszerzésében tanúsított tompa tehetetlenségéről elmélkedik. Macke „Maszkok” c. értekezésében a formák titkait és a mögöttük megbúvó, mélyről jövő kifejeződést taglalja. David Burljuk beszámol „Oroszország vademberei”-ről.
A kiadványban nagy szerepe volt még a zenének is. Összesen 8 zenei cikk volt benne található (például Schönberg: Szöveg és zene c. tanulmánya, Thomas Hartmann, a komponista „A zenei anarchiá”-ról ír.).
A Der Blaue Reiter tagjai erősen felléptek bármilyen nacionalizmus ellen. „A művészet minden határon átlép és a határok mögött létezik egy tiszta művészet.”
Az egész csoport hitt egy spirituális világrend gondolatában. Úgy gondolták, hogy ennek létrejöttét egy nagy pusztítás fogja megelőzni. A nagy pusztítás be is következett, és ennek következtében állt be katonának több művész is.
A csoportra hatottak Rudolf Steiner nézetei, a teozofikus gondolkodás.
Kandinszkij és köre egy új, a materializmus bukása utáni szellemi éra eljövetelében bíztak. Az új kornak megfelelő kifejezési forma az absztrakt festészet volt, a megnyilvánulás új eszköze.
Összehasonlítva a Die Brücke és a Der Blaue Reiter csoportot alapvető különbségeket lehet felfedezni. Mind a két irányzat a színre alapozta a szemléletmódját, ám Kandinszkij és Klee elvetik a durva színvilágot, befelé fordulnak, ennek következtében egyfajta lírikus expressziót hoznak létre. A Der Blaue Reiter szervezete kevésbé egységes. Közös bennük, hogy mindkettő a naturalizmus és az impresszionizmus ellen lép fel, s a művészetben rejlő ösztönös erőket hangsúlyozza. Akárcsak a Brücke csoport festőit Kandinszkijt és társait is áthatja a kezdetekhez való visszatérés vágya. Materializmus és pozitivizmusellenességük misztikus gondolkodókhoz, írókhoz közelíti őket és ez valamiféle primitivizmusban is megnyilvánul.

## ADie Brücketagjainak jellemzői
- Politikusak
- harcosak
- a külső világot ábrázolják
- ösztönöket szabadítanak fel
- nyers és lázadó színeket használnak.

## ADer Blaue Reitertagjainak jellemzői
- Intellektuális
- arisztokratikus, nincsen kommunaszerű életmód
- romantikus, lírikus
- nem a külső világot ábrázolják, hanem absztrahálnak, tiszta formaviszonylatokat hoznak létre
- az ösztönöket szublimálják
- a látás több, mint vizuális megismerés („A tiszta látás a szabadsághoz vezet” – Kandinszkij)
- meditatív világ elérésére vágyakoznak